# 埃斯波尔拉图
埃斯波尔拉图（義大利語：Esporlatu），是意大利萨萨里省的一个市镇。总面积18.31平方公里，人口439人，人口密度24.0人/平方公里（2009年）。ISTAT代码为090028。